# Diego Huesca
Diego Sebastián Huesca Colmán (Encarnación, Itapúa, Paraguay; 8 de agosto de 2000) es un futbolista paraguayo, juega como portero y su equipo actual es el Club Rubio Ñu de la Segunda División de Paraguay

## Trayectoria
| Club                           | País     | Año               |
| ------------------------------ | -------- | ----------------- |
| Gymnastic Manresa (formativas) | España   | 2008 - 2011       |
| UFB JábacTerrassa (formativas) | España   | 2011 - 2014       |
| Valencia CF (formativas)       | España   | 2014 - 2019       |
| F. C. Andorra                  | Andorra  | 2019 - 2021       |
| Luque                          | Paraguay | 2021              |
| Rubio Ñu                       | Paraguay | 2022 - Actualidad |

## Selección nacional
En julio del 2017 fue convocado para formar parte del plantel del seleccionado sub-17 de su país para la Copa Mundial de Fútbol Sub-17 de 2017 desarrollado en India.
En el 2019 nuevamente fue citado para ser parte del plantel sub-20 para la disputa del Campeonato Sudamericano de Fútbol Sub-20 de 2019 desarrollado en Chile.

## Copa Mundial de Fútbol Sub-17
| 6 de octubre de 2017  | Paraguay 3 – 2 Archivado el 26 de enero de 2019 en Wayback Machine. Malí           | Bombay |
| 9 de octubre de 2017  | Paraguay 4 – 2 Archivado el 26 de enero de 2019 en Wayback Machine. Nueva Zelanda  | Bombay |
| 12 de octubre de 2017 | Turquía 1 – 3 Archivado el 26 de enero de 2019 en Wayback Machine. Paraguay        | Bombay |
| 16 de octubre de 2017 | Paraguay 0 – 5 Archivado el 26 de enero de 2019 en Wayback Machine. Estados Unidos | Delhi  |

## Campeonato Sudamericano de Fútbol Sub-20
| 20 de enero de 2019 | Paraguay 1 – 1 Argentina | Curicó |
| 22 de enero de 2019 | Paraguay 1 – 0 Perú      | Talca  |

## Liga Juvenil de la UEFA
| 27 de noviembre de 2018 | Juventus 3 – 0 Valencia CF | Turín |